# Lithocarpus polystachyus
Lithocarpus polystachyus (Wall. ex A.DC.) Rehder – gatunek roślin z rodziny bukowatych (Fagaceae Dumort.). Występuje naturalnie w Wietnamie, Laosie, Tajlandii oraz północnej Mjanmie. 

## Morfologia
PokrójZimozielone drzewo dorastające do 15 m wysokości. Kora jest gładka i ma szarawą barwę. Młode gałązki są owłosione.
LiścieBlaszka liściowa ma owalny, podługowato-eliptyczny lub lancetowaty kształt. Mierzy 10–20 cm długości oraz 5–9 cm szerokości, jest całobrzega, ma ostrokątną nasadę i ostry wierzchołek. Ogonek liściowy jest nagi i ma 8–25 mm długości. Przylistki mają owalny kształt i osiągają 2–3 mm długości.
OwoceOrzechy o kształcie od jajowatego do kulistego, dorastają do 8–17 mm długości. Osadzone są pojedynczo w łuskowatych miseczkach mierzą 8–15 mm średnicy.